# Andreas Okopenko

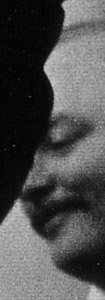
Andreas Okopenko (1974)

Andreas Okopenko (* 15. März 1930 in Košice, Tschechoslowakei; † 27. Juni 2010 in Wien) war ein österreichischer Schriftsteller und gilt als einer der wichtigsten Repräsentanten der Gegenwartsliteratur in Österreich.
Zusammen mit Friederike Mayröcker und Ernst Jandl war Okopenko zudem ein wichtiger Wegbegleiter der Wiener Gruppe, ohne jedoch direkt zu ihr gezählt werden zu können, wie auch nicht zur konkreten Poesie. Im Jahre 1970 stellte er noch vor der Entstehung des Internet mit seinem Lexikon-Roman den ersten Hypertext in Buchform vor und gilt daher als literarischer Vorreiter des Hypertextes.

## Leben
Andreas Okopenko wurde als Sohn des ukrainischen Arztes Andrij Fedorowitsch Okopenko  und dessen österreichischer Gattin in Košice geboren. Seit 1939 lebte die Familie in Wien. Nach einem krankheitshalber abgebrochenen Studium der Chemie an der Universität Wien war er bis 1968 in der Industrie, unter anderem in einer Papierfabrik als Betriebsabrechner, tätig. Okopenko veröffentlichte erste Gedichte bereits 1949 in Neue Wege, einer Zeitschrift österreichischer Nachwuchsautoren, die er selbst zu Anfang der 1950er-Jahre im Lyrik-Lektorat  zusammen mit René Altmann, H. C. Artmann und Wieland Schmied prägte. Von 1951 bis 1954 gab er die von ihm selbst gegründete Zeitschrift publikationen heraus, in der zahlreiche Angehörige der österreichischen Avantgarde jener Zeit veröffentlichten. Die „Namen von Artmann, Bayer, Mayröcker, Jandl tauchten hier für uns zum ersten Mal auf“ (Franz Mon). Der Beruf eines Betriebsabrechners bleibt für Okopenko zunächst existentiell notwendig, weil er ab 1952 eine Schreibkrise erleidet, die bis zum Anfang der 1960er-Jahre anhält. In dieser Phase veröffentlicht Okopenko fast nur in Zeitungen und Zeitschriften.  Zahlreiche Gedichte dieser Zeit sind im Lyrikband Grüner November versammelt, der im deutschen Piper Verlag 1957 erscheint. Erst 1968 gibt Okopenko seine Tätigkeit als Betriebsabrechner auf und widmet sich fortan ausschließlich dem Schreiben. Bis 2010 lebte er, zuletzt als freier Schriftsteller, in Wien. In seinen letzten Lebensjahren war er mit der Malerin Eva-Maria Geisler liiert.

## Werk
Okopenko trat sowohl mit Gedichten als auch mit Prosawerken hervor, in denen realistische Schilderung subjektiver Eindrücke und Empfindungen und Sprachexperimente eine eigenwillige Mischung eingehen.
Auch in radikaleren Phasen seines Schaffens zog Okopenko sich nie auf entgegenständlichte innersprachliche Strategien zurück. Schreiben bleibt ihm grundsätzlich dem Leben verpflichtet, einem Neubau einer Art Ding- und Denkenzyklopädie, die statt systematischer Rubriken eine stark sinnliche, sich auf Details und Farbeindrücke, skurrile Wortfügungen und mutige Assoziationen hin richtende lyrische Schreibweise beinhaltet.
Eine besondere Stellung nimmt in Okopenkos Werk der von ihm für die Literatur geprägte Begriff Fluidum ein, der einen plötzlichen Einblick beschreibt und ähnlich zu finden ist bei Marcel Proust als „mémoire involontaire“, bei James Joyce als „epiphany“ oder bei Ezra Pound als „imagisme“. Schon in seiner frühen Lyrik, aber auch im Lexikon-Roman versucht Okopenko, das fluidische Erlebnis zu vermitteln. Bei diesem Unsagbaren geht es für Okopenko um ein Phänomen des vorsprachlichen Denkens, ein „klares Erkennen von Beziehungen zwischen gesehenen oder sinnlich vorgestellten Dingen, bevor sich noch die Worte dafür einfinden“. Das Fluidum sei ein sehr starkes Reaktionsgefühl auf Teile der Realität, ein Moment, in dem sich erschütternd die eigene Einbettung in der Welt zeige. Diese plötzliche Erleuchtung, die Bewusstwerdung von Einmaligem, die Anwandlung der eigenen Lebenswirklichkeit schlage ein wie der Blitz: „Der Augenblick hat Knotenpunktnatur: Er ist ‚nach allen Seiten hin bezogen, objektiv und subjektiv. Er ist das Hier und Nun, die Besonderung des Seienden, die Situation im Werdenden, der Ort im Gewebe, allverbunden und einzigartig‘“. In seinem Aufsatz Fluidum bemerkt Okopenko außerdem:

„Magischer Realismus ist eine Tautologie. Die Dinge sind magisch. Durch ihr Sein. Durch ihre unendlichfältigen Beziehungen. Möglichkeiten. Durch ihre Assoziationsmöglichkeiten im menschlichen Gehirn. Ihre Verbindung mit dem Gefühlsleben: Erinnerung und Wünschen.“

Die auch persönlich existentielle Dimension seiner literarischen Experimente hat Okopenko nie verhehlt, ihm war das Fluidum auch ein „Akkumulator im Leben“.
Zur Konkreten Poesie (deren Bezugspunkt nicht die Wirklichkeit, sondern die Sprache ist) konnte sich Okopenko schon früh nicht zählen. Für seine Zurückhaltung gegenüber deren Idee einer „absoluten Textur, die die Teilwelt der Sprache, der Schrift oder anderer Signale von der Welt, auf die sie bezogen ist, loslöst“, wählte er die Bezeichnung Konkretionismus. Dieser zweite poetologische Schlüsselbegriff Okopenkos ist abgeleitet aus seiner Absicht, die „fluidisch“ erfahrene Wirklichkeit möglichst „konkret“ wiederzugeben. Als einen Anwendungsbereich bloß „innersprachlicher“ Verfahren lehnt er die Konkrete Poesie ab, sieht jedoch „Kollaborationsmöglichkeiten“, wo sich „die ‚konkrete‘ (oder analog zur absoluten Malerei besser ‚absolut‘ genannte) Textur als Ausdrucksmittel für einen außersprachlichen Weltverhalt“ eignet. Ohne in traditionelle Erlebnislyrik zu verfallen, besteht Okopenko also auf der Übertragbarkeit von „erlebter Realität“ in Sprache und strebt sogar einen „totalen Realismus“ an, der jedoch Traumwirklichkeit ebenso einschließt wie „Surrealismus von innen und außen“.
Auch der „poetischen Sprachkritik“ von Peter Handke oder auch Michael Scharang in den 1960er-Jahren steht Okopenko, wie er 1978 in einem Vortrag an der Universität Wien feststellte, „sprachverwirrt und sprachbehindert“ gegenüber, da sich „aus lauter Genieren für den ausgeleierten Sprachgebrauch“ der poetisch akzeptable Wortschatz extrem reduziert hatte. Okopenko war allen Gruppen der Avantgarde seiner Zeit freundschaftlich verbunden, blieb aber in seiner eigenen Poetologie sowohl der Grazer Gruppe als auch der Wiener Gruppe gegenüber skeptisch und in gewisser Weise ein Einzelgänger.
In Okopenkos Lyrik zeigt sich das Fluidum in bestechend einfachen poetischen Vignetten:
Die Sonne wärmt am Morgen Altmetalle.

Ein rotes Torschild macht uns wieder kindlich.

Die Wintertage sind vergangen alle.
und auch in komplexeren Formationen:
fünf Achtel Stratokumulus, rosig das Dach der Verzinkerei

voll Milchgeruch drüben unten dunkelblau-weißer Ammenvorhang
 (Beide Auszüge in: Andreas Okopenko: Gesammelte Lyrik, 1980)
Ein weiterer Zweig Okopenkos lyrischen Schaffens waren ironische Unsinnsgedichte und Parodien, die er im Untertitel seines Bandes Warum sind die Latrinen so traurig? von 1969 Spleengesänge nannte. Diese Verse verbinden die Lust am sinnverstellenden Sprachspiel mit Kultur- und Gesellschaftssatire. In Der Akazienfresser (1973) bringt der Autor Parodien auf Schriftstellerkollegen, von Georg Trakl bis Gerhard Rühm, aber auch Hommagen an den von ihm verehrten Ramón Gómez de la Serna. Weitere literarische Parodien und Spiele mit Formen und Möglichkeiten der Sprache veröffentlichte er in Lockergedichte (1983). Dabei verlieren sich Okopenkos Gedichte allerdings nie im sprachspielerischen Gestus. In Bezug auf seine Lockergedichte betonte Okopenko zwar, sie seien der ethischen und literarischen Verantwortung sowie der Selbstkritik enthoben. Dennoch verkörpern auch sie eine Poetik des Augenblicks und stehen in Bezug zu Okopenkos Bedürfnis, den Wert der unmittelbaren Erfahrung  mitzuteilen, wenn er in  „Spielen mit Gelebtem“ die Formen des Tagebuchauszugs mit dem Ziel der Mitteilung des Erlebten pflegt und durch eine „subjektive Wiedergabe des Augenblicks […] ein verwandtes Gefühl im Leser bewirken [will]“.
Die spielerisch-ironische Weise der Lockergedichte zeigt sich beispielsweise, wenn Okopenko das Musterbeispiel eines Naturgedichts, Wandrers Nachtlied von Goethe, unter dem Titel Sennenlied verballhornt und damit mit einer Ernüchterung des Verhältnisses von lyrischem Ich und Natur irritiert:
Über allen Wipfeln

frißt die Kuh voll Zorn

ihre Butterkipfeln

und riskiert ein Horn.
(Aus: Andreas Okopenko: Lockergedichte, 1983)
Seine „lyrische Grundhaltung“ rettet Okopenko hinüber in die Formgefäße anderer Gattungen. So tritt beispielsweise in der Erzählung Die Belege des Michael Cetus (1967) oder auch im Lexikon-Roman (voller Titel: Lexikon einer sentimentalen Reise zum Exporteurtreffen in Druden) von 1970 an die Stelle narrativer Gleichförmigkeit eine Montage von „konkretionistischen“ Partikeln, von Protokollen, Briefen, Notizblättern, Lexikonbeiträgen, Gesprächsfetzen und versprachlichten „Ansichtskarten“. Die ungewöhnliche Anordnung (jeder Abschnitt ist mit einem lexikalischen Stichwort versehen und kann in beliebiger Reihenfolge gelesen werden) tut der Lesbarkeit des Werkes dennoch keinen Abbruch.
Das Sujet der „Exporteursreise“ kann man als Verschmelzung der aus der Tradition bekannten Symbole einer Reise als Sinnbild für Leben und Welt-Erfahrung mit dem „Handeltreiben“ als einer Metapher für Transfer und Zirkulation, besonders die Transfertätigkeit des Dichters, verstehen.
Der Autor wolle „sich und die Leser aus dem Schnarchfluß stören“, heißt es zu Beginn des Lexikon-Romans, in dem Okopenko sich dem fraglosen Erzählen verweigert und mit der alphabetischen Anordnung von Stichwörtern Fabel, Zeitkontinuum und psychologische Glaubwürdigkeitsgebote sprengt. Okopenko weist auf die Freiheiten der Lektüre hin und fordert den Leser zum Flanieren durch den Text auf:

„Sie brauchen nur kreuz und quer durch mein Lexikon zu lesen, so wie Sie sich ja auch an Ihren Feldwebel, Ihre erste Flaschenmilch und Ihr künftiges Zimmer im Altersheim durcheinander erinnern können. Das ist Welt. In vorgeschriebener Reihenfolge vorgeschriebene Blicke zu werfen, ist hingegen klassische Lektüre […] Ich will Sie – versuchen wir es einmal – aus der Lektüre in die Welt befreien.“

Der Umstand, dass das Ende des Romans nicht zugleich das Ende des Buches ist und nicht einmal genau auszumachen ist, verstärkt beim Lesen den Eindruck eines literarischen Experiments, das zu zeigen versucht, was sich im Rahmen üblicher Literaturdarstellungen nicht darstellen lässt. Die Geschichte entsteht sogar bei erneuter Lektüre neu zusammengesetzt und wird fortgeschrieben. Die Betonung der Entscheidungskompetenz des Lesers führt aber auch zu einer intensiven Auseinandersetzung mit den Eigenheiten der literarischen Rezeption selbst, deren Regeln nicht mehr vom Text diktiert werden, sondern abhängig sind vom Leser selbst und davon, wie er in dem Buch blättert.
Okopenko selbst sprach von einem „Möglichkeitsroman“: An die Stelle der Wirklichkeit als Maßstab für die Kunst tritt die Möglichkeit und insofern eine Prosa, die sich sogar vom Autor gelöst hat und den Leser selbst aktiv werden lässt. Okopenkos Prosa ist hier „absolut“ in einem Sinne, der über den Terminus „absolut“ hinausweist, den noch Gottfried Benn mit den Möglichkeiten der Prosa verband. Benn hatte unter anderem eine Prosa „außerhalb von Raum und Zeit“ gefordert: „Der Stil der Zukunft wird Roboterstil sein, Montagekunst“.
Durch die poetische Experimentierfreude wird der Lexikon-Roman zum literarischen Vorreiter des Hypertextes. Er nimmt bereits zahlreiche Verfahren vorweg, die Jahrzehnte später die digitale Textkommunikation auszeichnen: Textbausteine, verschiedene Verweisstrukturen (Links), mögliches Einschlagen eigener Lektürepfade (Pathways) und auch Aktivieren und Einbeziehen der Leserinnen und Leser (User). So verzichtet Okopenko beispielsweise unter dem Stichwort „Lexikonromane“ auf das literarische „Patent“ des Lexikonromans. Stattdessen findet sich hier ein Aufruf an die Leser, eigene Texte nach dem Vorbild des vorliegenden zu verfassen.
Dass der Lexikon-Roman im Grunde schon der HTML-Logik von Webseiten folgt, zeigt sich auch an der späteren Adaption des Buches in elektronischer Form. Der Roman wurde 1998 in Zusammenarbeit zwischen dem Autor, dem Kollektiv Libraries of the Mind und dem Komponisten Karlheinz Essl als ELEX – Elektronischer Lexikon-Roman auf CD-ROM veröffentlicht. Unter anderem komponierte Essl durch Algorithmen eine Lexikon-Sonate, die näherungsweise eine Umsetzung des Hypertext-Prinzips in die Musik ist. Sie sprengt den Rahmen eines herkömmlichen Klavierstücks in vielfacher Hinsicht insofern, als es weder eine Partitur gibt, sie sich in Echtzeit verändert, es keine Wiederholungen gibt und die Dauer prinzipiell unendlich ist.
Der Leser wird im Lexikon-Roman an verschiedenen Stellen auch aufgefordert, eigene Erinnerungen einzutragen, Nuancen von Eindrücken, Gedichte, ganze Dissertationen, Malereien und Zeichnungen und vieles mehr. Einige dieser vielfältigen Interaktionsmöglichkeiten, beispielsweise das Hineinkopieren von Bildern, konnten in ELEX nicht eingebaut werden. Gründe dafür waren einerseits die technisch noch beschränkten Möglichkeiten des Jahres 1998, andererseits grundsätzliche Unterschiede der verschiedenen Medien. In gewisser Weise bot der Lexikon-Roman  also sogar mehr Interaktionsmöglichkeiten als ELEX.
Eine Auswahl seiner „Spleengesänge“ (1969) hat der Liedermacher Ulrich Roski vertont und auf seinem Album „So hat es die Natur gewollt“ (TELDEC 6.23548, 1978) veröffentlicht.
Unbekümmertheit um den Zeitgeist bewies Okopenko, als er 1976 – zu einer Zeit, als die meisten seiner Kollegen neue Zugänge zu einer epischen Verbindlichkeit hergestellt hatten – seinen zweiten Roman Meteoriten vorlegte, in dem das Prinzip erneut eine alphabetische Vokabelreihe ist. Im Gegensatz zum Lexikon-Roman sind hier die Stichwörter nicht mehr nur einem substantivischen Repertoire entnommen, sondern ein großer Teil der Roman–„Artikel“ wird in chaotischer Folge durch Vor-, Für-, Umstands-, Eigenschaftswörter eingeleitet. Nach einer „Präludium und Fuge“ genannten Einleitung folgt in Meteoriten die Leseanweisung:

„Eventuelle Leser meines „Lexikon-Romans“, vielleicht von damals her neurotisiert im Gebrauch meiner Bücher, seien dahin beruhigt, daß die „Meteoriten“ vollends ohne Spielregel lesbar sind. Die Freiheit ist nun unscheinbar und total. Am stoffgetreuesten ist es, wenn man in diesem Buch einfach blättert, man kann es aber natürlich auch von Anfang bis zum Ende lesen oder nach irgendwelchen privatmathematischen Gewohnheiten.“

Im Zuge der Digitalisierung der Geisteswissenschaften, die zum neuen institutionalisierten Forschungsfeld der Digital Humanities geführt hat und deren  Aufgabenbereich unter anderem die Anwendung und Reflexion der neuen digitalen Kommunikationsformen, neue Anwendungsbereiche und Methoden in Forschung und Lehre umfasst, aber auch eine zeitgemäße Archivierung und Vernetzung, werden Okopenkos Tagebücher seit 2018 digital und in gedruckter Form herausgegeben. Das Ziel dieser Herausgabe ist, aufzuzeigen, wie Kommunikation unter digitalen Gesichtspunkten unabhängig bleiben kann, indem das Denken fluidisch nicht den Algorithmen und die Navigation konkretionistisch nicht den Domains überlassen wird.
Okopenko war von 1973 bis 1985 Mitglied der Grazer Autorenversammlung; seit 1999 gehörte er dem Österreichischen Kunstsenat an.
Er wurde in einem ehrenhalber gewidmeten Grab am Grinzinger Friedhof (Gruppe 24, Reihe 8, Nummer 5) in Wien bestattet. Andreas Okopenkos Nachlass wird im Literaturarchiv der Österreichischen Nationalbibliothek aufbewahrt.

## Auszeichnungen und Ehrungen
- 1965: Anton-Wildgans-Preis
- 1968: Österreichischer Förderungspreis für Literatur
- 1977: Österreichischer Würdigungspreis für Literatur
- 1983: Literaturpreis der Stadt Wien
- 1993: Literaturpreis der Hertha-Kräftner-Gesellschaft Großhöflein/Burgenland
- 1995: Ehrenmedaille der Bundeshauptstadt Wien in Gold
- 1998: Großer Österreichischer Staatspreis
- 2002: Georg-Trakl-Preis
- 2012: Benennung des Okopenkowegs im 21. Bezirk, Floridsdorf

## Werke (Auswahl)
- Grüner November, München 1957
- Seltsame Tage, München u. a. 1963
- Die Belege des Michael Cetus, Salzburg 1967
- Warum sind die Latrinen so traurig?, Spleengesänge, Salzburg 1969
- Lexikon einer sentimentalen Reise zum Exporteurtreffen in Druden, Salzburg 1970
- Orte wechselnden Unbehagens, Salzburg 1971
- Der Akazienfresser, Salzburg 1973
- Sterbebett mit Pappendeckeln, Wien u. a. 1974[30]
- Warnung vor Ypsilon, Salzburg 1974
- Meteoriten, Salzburg 1976
- Vier Aufsätze, Salzburg u. a. 1979
- Gesammelte Lyrik, Wien u. a. 1980
- Graben Sie nicht eigenmächtig!, Linz 1980
- Johanna, Baden 1982
- Lockergedichte, Wien 1983
- Kindernazi, Salzburg u. a. 1984
- Gemeinschaftsarbeit, Siegen 1989 (zusammen mit Ernst Jandl und Friederike Mayröcker)
- Schwänzellieder, Wien 1991
- Immer wenn ich heftig regne, Wien 1992
- Traumberichte, Linz u. a. 1998
- Affenzucker, Wien u. a. 1999
- Gesammelte Aufsätze und andere Meinungsausbrüche aus fünf Jahrzehnten, Klagenfurt u. a.
  1. In der Szene, 2000
  2. Konfrontationen, 2001
- Streichelchaos – Spontangedichte, Klagenfurt u. a. 2004
- Erinnerung an die Hoffnung – Gesammelte autobiographische Aufsätze, Wien 2008

## Herausgebertätigkeit
- Publikationen einer Wiener Gruppe junger Autoren. Wien, H. 1.1951 – 8.1953
- Hertha Kräftner: Warum hier? Warum heute? Graz 1963 (zusammen mit Otto Breicha)
- Ernst Kein: Straße des Odysseus. Wien 1994

## Hörspiele
- Bericht für einen Aufsichtsrat. [Mit Bernd Grashoff]. Regie: Hans Breinlinger. BR, 1969.
- Der Kaiser kommt. Regie: Horst Siede. ORF Salzburg, 1969.
- Johanna. Regie: Heinz Hostnig. ORF Steiermark, SR, 1969.
- Kafkagasse 4. Regie: Ernst Willner, Musik: Dieter Kaufmann. ORF, 1970.
- Der Tisch ist rund. Regie: Alfred Treiber. ORF, 1972.
- Das Folterspiel. Regie: Hans Krendlesberger. ORF Burgenland, 1973.
- Der Programmierer und der Affe. Regie: Richard Goll ORF Burgenland, 1974.
- Das Mädchen von Mount Palomar. Regie: Alfred Treiber. ORF Burgenland, 1975.
- Der Kindergarten. Regie: Richard Goll. ORF, 1977.
- Die Überlebenden. Regie: Hans Rochelt. ORF Burgenland, 1978. Kunstkopf-Hörspiel
- Ein Erwachen. Regie: Friedhelm Ortmann. NDR, ORF Wien, WDR, 1983.
- Noch einen Sketch. Regie: Reinhard F. Handl. ORF, 1989.
- 7. Mai. Regie: Reinhard F. Handl. ORF, 1992.
- Marijke. Regie: Harald Krewer. ORF, 2003.

## Auf Tonträgern
- Worried Men Skiffle Group: Teppenförderung (enthält von Okopenko die von Herbert Janata beziehungsweise Günther Dinold vertonten Gedichte: Anarchistenwalzer, Im Amt für Teppenförderung, Problemsong, Zählwerksperre, Die milde Clothilde, Schwer ist das Leben in Tulln). LP – Atom 500.011, 1974
- Ulrich Roski: So hat es die Natur gewollt (enthält von Okopenko die von Roski vertonten Gedichte: Malores-Lied, Frohlockung, Von der Behandlung der Maulwürfe, Tierliebhaber beim Zeitungsstand, Mutter, Das war Belinde Cinnamon, Das Paar, Frau Moppendeckels Ampullen, Neffenbesuch). LP – Telefunken 6.23548, 1978
- Ingrid-Elisabeth Feßler: So nah sind wir am Untergang, so nah sind wir am Licht (enthält von Okopenko das von Feßler vertonte Gedicht: In den Cäcilienbüschen). CD – OHM Records LINDO030, 2013
- Erstes Wiener Heimorgelorchester: Happy Lamento (enthält von Okopenko das vom Heimorgelorchester vertonte Gedicht: Ich liebe nur noch meinen Siamkater). CD – Orlando Records or 0002, 2015